# 熊本市交通局120形・130形電車
熊本市交通局120形・130形電車（くまもとしこうつうきょく120がた・130がたでんしゃ）は、かつて熊本市交通局（熊本市電）に在籍した路面電車車両である。
1949年（昭和24年）に導入。120形が日立製作所製、130形が広瀬車両製と製造メーカーが異なるが、同一設計の車両である。1960年代後半に進められたワンマン運転対応改造が施工されることなく、1974年（昭和49年）までに全車廃車され、形式消滅となった。

## 導入の経緯
1924年（大正13年）に熊本市の市内電車として開業した熊本市電は、開業以来長く小型の四輪単車のみで運行されていた。太平洋戦争終戦後も同様で、1948年（昭和23年）まで四輪単車の増備が続いた。
こうした中、熊本市電で最初のボギー車として導入されたのが120形ならびに130形である。形式名は110形（旧熊本電気軌道から買収した川尻線用単車）の続番。まず1949年（昭和24年）3月、120形6両 (121 - 126) が日立製作所にて製造された。続いて大阪府堺市の広瀬車両にて130形3両 (131 - 133) が同年8月、同2両 (134・135) が同年12月にそれぞれ製造された。両形式はメーカーこそ異なるが同一設計のため、11両とも一括して120形 (121 - 131) とする予定であったが、メーカーの違いから別形式とされた。
120形・130形の導入以後、熊本市電では1950年（昭和25年）から1960年（昭和35年）にかけて新造ボギー車の導入が続けられ、その数は150形・160形・170形・180形・188形・190形・200形・350形の8形式計39両に及んだ。

## 車体
120形・130形ともに半鋼製ボギー車であり、最大寸法は長さ12.80メートル、幅2.323メートル、高さ3.83メートル、自重は15トンであった。車体の塗装は上がクリーム色、下がパープルブルーのツートンカラーで、1956年（昭和31年）ごろから追加で屋根部分がライトグリーンで塗装されるようになった。
車体前面（妻面）は、中央に幅広の大型窓を配する3枚窓のスタイルである。前面窓は原型では集電用トロリーポールの操作のため下降窓（落とし窓）を採用。集電装置の変更により必要がなくなったため、後に188・190形に倣った形状に改造され、中央窓が押し出し開閉式1枚窓、両脇の窓が上段固定・下部上昇式の2段窓となった。また方向幕についても原型では正面から見て右側の窓上に付いていたが、後に中央窓上へと移っている。中央窓下に前照灯を、左側窓下に尾灯を配置した。
側面客室扉は、前・中・後ろの片側3か所ずつに設けられていた。前後の扉は片開き引き戸、中央扉は両開き引き戸。導入当初は閑散時間帯に中央扉を締め切って運用されたが、1953年（昭和28年）ごろからは後部扉が常時閉鎖されるようになった。側面窓は扉間に各5枚と車端部に各1枚（側面窓配置＝1D5D5D1）。窓は上下に分かれており開閉方式は上部固定・下段上昇式であった。
車内の座席はロングシートを採用していた。登場時は板張り座席であったが、後にビニールレザー張りとなった。定員は座席32人・立席48人の計80人。

## 主要機器
台車は、120形が車体メーカーと同じ日立製作所製台車を、130形が扶桑金属工業（後の住友金属工業）製KS-40J形（製造番号：H-2006またはH-2017）を装備した。メーカーは異なるが同一設計で、ブリル77Eに類似する台車枠側梁と平行に重ね板バネを渡す点が特徴的な、当時の標準路面電車台車である。軸箱支持方式は軸ばね式、軸距は1,626ミリメートル、車輪径は660ミリメートル。
主電動機は出力38キロワットの三菱電機製MB-245-L形を1両につき2台搭載した。歯車比は59:14で、駆動は吊り掛け駆動方式による。制御器は東洋電機製造製の直接制御器DB1-K4を設置。制御方式は直並列組合せ制御であり、制御器のノッチは直列4ノッチ・並列4ノッチとなっている。ブレーキ装置は日本エヤーブレーキ製SM3直通ブレーキを搭載した。
集電装置は当初前後1本ずつのトロリーポールを利用したが、間もなくポールスタンドの一方を転用してビューゲルに取り換えられた。また屋根上にはガーランド形ベンチレーターも取り付けられていた。

## 廃車
1966年（昭和41年）より、大阪市電から移籍した1000形ワンマンカーによって熊本市電でもワンマン運転が始まった。続いて在来車のワンマンカー改造工事が始まり、1968年（昭和43年）にかけて工事が続けられたが、120形・130形およびドア配置が他の車両と合わない前後2扉車の170形はその対象にならず、車掌乗務のまま残された。
最盛期には25.2キロメートルの路線があった熊本市電であるが、1965年（昭和40年）の川尻線（終始四輪単車で運転された）廃止を皮切りに、1970年（昭和45年）に坪井線・春竹線廃止、1972年（昭和47年）の幹線一部区間・黒髪線廃止と廃線が相次ぎ、半分以下の12.1キロメートルに縮小された。これら路線縮小に際し、坪井線・春竹線の最終日1970年4月30日には130形134号が坪井線を走る4系統、135号が春竹線を走る6系統にてそれぞれサヨナラ装飾電車として無料運行され、幹線一部・黒髪線の最終日1972年2月29日にも132号が同線を走る1系統にて同様のサヨナラ電車として運行された。
路線の縮小に並行して熊本市電ではワンマンカーに改造されなかったツーマンボギー車の廃車が急速に進められた。大阪市電から移籍した380形・390形・400形にて廃車が進み170形が長崎電気軌道へ売却された後も120形・130形は全車残存したが、1971年（昭和46年）4月15日付でまず120形3両 (124 - 126) が廃車された。次いで翌1972年（昭和47年）4月1日付で120形2両 (122・123) および130形2両 (132・135) が廃車。同年8月22日付でさらに130形131号が廃車された。
最後まで120形121号と130形133・134号の3両が残存するも、1974年（昭和49年）10月1日付でそろって廃車され、120形・130形は形式消滅した。